# Call of Duty: Black Ops II
Call of Duty: Black Ops II là một trò chơi điện tử thuộc thể loại bắn súng góc nhìn thứ nhất được Treyarch phát triển và được Activision phát hành vào ngày 13 tháng 11 năm 2012 cho các hệ điều hành Windows, PlayStation 3, Wii và Xbox 360. Black Ops II cũng là game thứ chín trong loạt game Call of Duty và là phần tiếp theo của Call of Duty: Black Ops, đồng thời cũng là phiên bản Call of Duty đầu tiên phát hành trên hệ máy Wii U. Một phiên bản tương tự được phát hành trên hệ máy PlayStation Vita, có tên Call of Duty: Black Ops: Declassified, được phát triển bởi studio nStigate Games và cũng được ra mắt vào ngày 13 tháng 11.
Black Ops II là bản game đầu tiên trong series Call of Duty có cốt truyện phi tuyến tính, tức là cái kết của cốt truyện được quyết định tùy vào những hành động của người chơi. Đây cũng là tựa đầu tiên và duy nhất trong loạt game mà người chơi được tự do chọn trang bị khởi đầu trước mỗi nhiệm vụ.
Cốt truyện của game tiếp nối câu chuyện của Black Ops và lấy bối cảnh vào cuối những năm 1980 và 2025. Vào giai đoạn thập niên 1980s, người chơi điều khiển hai nhân vật Alex Mason và Frank Woods, cũng là 2 trong số các nhân vật chính từ Black Ops, trong khi vào năm 2025, người chơi được điều khiển David, con trai của Mason (bí danh "Section"). Cả hai khoảng thời gian đều liên quan đến việc các nhân vật chính truy đuổi Raul Menendez, một thủ lĩnh băng đảng ở Nicaragua, kẻ chịu trách nhiệm bắt cóc Woods vào những năm 80, và sau đó châm ngòi cho cuộc Chiến tranh Lạnh thứ hai xảy ra vào năm 2025.
Black Ops II đã nhận được nhiều đánh giá tích cực từ các nhà phê bình, ca ngợi về gameplay, cốt truyện, chế độ nhiều người chơi và chế độ Zombies, nhưng bị chỉ trích bởi những nhiệm vụ Strike Force. Trò chơi đã đạt được nhiều thành công thương mại; trong vòng 24 giờ sau khi mở bán, trò chơi đã thu về hơn 500 triệu đô la. Game vẫn giữ danh hiệu Sản phẩm giải trí thành công nhất khi ra mắt, cho đến tháng 9 năm 2013, khi Take-Two Interactive công bố rằng Grand Theft Auto V đã thu về 800 triệu đô la trong ngày đầu tiên phát hành. Nó tiếp tục bán được 7,5 triệu bản tại Hoa Kỳ vào tháng 11 năm 2012, trở thành trò chơi có doanh thu cao nhất trong tháng.
Phiên bản tiếp theo của game, Call of Duty: Black Ops III, được ra mắt vào năm 2015.
Call of Duty: Black Ops Cold War, phần hậu truyện lấy bối cảnh giữa Black Ops và Black Ops II, được phát hành vào ngày 13 tháng 11 năm 2020..

## Lối chơi
Black Ops II là trò chơi bắn súng góc nhìn người thứ nhất, và giữ nguyên cơ chế gameplay như các phiên bản Call of Duty tiền nhiệm. Người chơi vào vai một chiến binh có thể sử dụng nhiều loại vũ khí khác nhau (trong có chỉ có thể mang theo bên mình hai loại vũ khí); sử dụng lựu đạn, các loại vũ khí nổ khác; có thể dùng các thiết bị khác làm vũ khí.
Người chơi có thể đứng, ngồi, và nằm; mỗi tư thế sẽ ảnh hưởng đến độ chính xác khi bắn. Người chơi có thể chỉnh xuống tư thế nằm sấp từ tư thế đứng trong khi chạy (thường được gọi là "lặn cá heo"), và có thể chạy nước rút trong vài giây. Màn hình chóe đỏ cho người chơi biết sức khỏe của nhân vật đang bị ảnh hưởng (mất máu); lượng máu bị mất sẽ được tái tạo theo thời gian.
Tổng quan về cốt truyện
Call of Duty: Black Ops II là bản game Call of Duty đầu tiên có cốt truyện phân nhánh, trong đó lựa chọn của người chơi ảnh hưởng đến cả nhiệm vụ hiện tại và diễn biến tổng thể của câu chuyện. Được gọi là "Nhiệm vụ Strike Force", những cốt truyện phân nhánh này xuất hiện trong cốt truyện năm 2025 và xuất hiện cơ chế cái chết vĩnh viễn. Sự thành công hay thất bại của những nhiệm vụ này có thể phân chia cốt truyện của chiến dịch rộng lớn hơn. Chọn một trong các nhiệm vụ sẽ khóa các nhiệm vụ khác trừ khi người chơi bắt đầu một chiến dịch mới.
Nhiệm vụ Strike Force cho phép người chơi điều khiển một số nhân vật khác nhau, chẳng hạn như máy bay không người lái, máy bay chiến đấu phản lực và robot. Nếu người chơi chết trong nhiệm vụ Strike Force, chiến dịch sẽ tiếp tục ghi lại tổn thất đó, trái ngược với việc cho phép người chơi tải một trạm kiểm soát đã lưu trước đó. Tiến trình của người chơi trong các nhiệm vụ Strike Force có thể tiếp tục thay đổi ngay cả kế hoạch của nhân vật phản diện trong câu chuyện, Raul Menendez. Đến cuối game, người chơi có thể đã thay đổi kết quả của Chiến tranh Lạnh mới.
Tương tự, trong các nhiệm vụ chính của câu chuyện, có một số điểm nhất định mà người chơi được đưa ra các lựa chọn và con đường khác nhau để tiến bộ, điều này có thể ảnh hưởng đến lối chơi, cũng như kết thúc của game. Black Ops II cũng là trò chơi đầu tiên trong sê-ri cho phép người chơi tùy chỉnh trang bị của họ trước khi bắt đầu một nhiệm vụ, tạo ra sự tự do trong việc lựa chọn cách tiếp cận nhiệm vụ và làm tăng giá trị chơi lại của game.
Chế độ chơi nhiều người (multiplayer):
Một trong những thay đổi lớn nhất được thêm vào chế độ nhiều người chơi trong Black Ops II là sự ra đời của Pick 10, một hệ thống mới trong menu Create-a-Class. Pick 10 cung cấp cho người chơi tổng cộng 10 vị trí phân bổ trong một lớp, được sử dụng cho súng, đặc quyền và lựu đạn. Người chơi có thể tùy chỉnh phân bổ vị trí, để có nhiều phụ kiện hơn cho súng hoặc nhiều đặc quyền hơn.
Killstreaks từ các trò chơi Call of Duty trước được đổi tên thành Scorestreaks, hiện kiếm được bằng cách tăng điểm, thay vì tiêu diệt. Điều này cho phép người chơi tập trung vào các chế độ mục tiêu, cũng có thể kiếm được điểm cho Scorestreaks.
Không giống như các trò chơi trước đây, vũ khí trong Black Ops II có một hệ thống cấp tiến, được sử dụng để mở khóa các tệp đính kèm vũ khí. Sau khi nâng tối đa cấp độ của vũ khí, người chơi có thể chọn "nâng cấp" khẩu súng, tương tự như cách họ có thể tăng cấp độ người chơi và thiết lập lại tiến trình đính kèm của họ. Đổi lại, người chơi có thể tùy chỉnh vũ khí của họ bằng các thẻ và biểu tượng gia tộc tùy chỉnh.
Black Ops II cũng là trò chơi Call of Duty đầu tiên có chế độ cạnh tranh. Được gọi là League Play, chế độ này cho phép những người chơi có trình độ kỹ năng tương tự kết hợp với nhau và chơi theo các quy tắc của các giải đấu Call of Duty.
Chế độ Zombie:
Chế độ Zombies đã sẽ trở lại trong Black Ops II với các chế độ chơi mới. Đây là trò chơi Call of Duty thứ ba có chế độ Zombies, sau Call of Duty: World at War và Call of Duty: Black Ops, và là trò chơi đầu tiên có các chế độ chơi khác với chế độ Sinh tồn truyền thống.
Zombies sử dụng công cụ nhiều người chơi của trò chơi, cho phép trải nghiệm cộng đồng sâu hơn, cùng với các tính năng mới. Chế độ co-op 8 người chơi mới có tên "Grief" cũng được hỗ trợ, có 2 đội gồm 4 người chơi cạnh tranh để tồn tại, không giống như các trò chơi trước chỉ hỗ trợ co-op trực tuyến 4 người chơi. Giống như các phần trước, mỗi bản đồ Zombies chứa các nhiệm vụ phụ "Trứng Phục sinh", được sử dụng để tiến triển câu chuyện. Một chế độ mới khác, "Turnned", được giới thiệu với một số DLC có thể tải xuống, trong đó một người chơi cố gắng sống sót giữa ba thây ma do người chơi điều khiển, và mục tiêu của những người này là phải biến người chơi kia thành thây ma.

## Cốt truyện
Chiến dịch của trò chơi tiếp nối câu chuyện của Call of Duty: Black Ops và lấy bối cảnh vào cuối những năm 1980 và 2025. Trong những năm 1980, người chơi điều khiển Alex Mason và Frank Woods, hai nhân vật chính của Black Ops, trong khi vào năm 2025, người chơi điều khiển của con trai của Alex Mason, David Mason (mật danh "Section"). Cả hai khoảng thời gian đều liên quan đến việc các nhân vật truy đuổi Raul Menendez, một trùm ma túy người Nicaragua, kẻ chịu trách nhiệm bắt cóc Woods vào những năm 80 và sau đó châm ngòi cho Chiến tranh Lạnh thứ hai vào năm 2025. Chiến dịch có lối chơi phi tuyến tính.
Mở đầu trò chơi: Đội của Section đột nhập vào nơi có tên "The Vault" để tìm Menendez, cả đội đã tìm ở tất cả phòng trừ phòng của nhân vật Frank Woods khi Section hỏi: "Raul Menendez đã từng ở đây chưa?" Woods đưa cho anh mặt dây chuyền mà Menendez đã đưa cho ông lúc trước, Sau khi Section cầm nó lên thì anh ta liền nhớ được một chút những gì anh đã chứng kiến khi còn nhỏ. Thế rồi Woods giải thích cho mọi người trong phòng rằng: "Alex Mason đã rất ổn ở Alaska nhưng Hudson lại tới". Section nhớ lại lúc anh đang trèo cây cùng bố của anh ấy (Alex Mason), Hudson và Trung tá North tới và bảo: "Frank Woods và nhóm của ông đã biến mất khi đang tìm cách ngăn vụ buôn lậu vũ khí ở Angola". CIA từ chối hành động vì không muốn đụng độ trực tiếp với quân Nga và Cuba đang giúp đỡ lực lượng MPLA chống lại UNITA, nhưng Hudson hy vọng có thể giải cứu bất kỳ người nào sống sót. Mặc dù đã hứa với con trai rằng sẽ không quay lại với quân đội nữa nhưng Mason vẫn quyết định quay lại để cứu người bạn cũ.
Mở đầu nhiệm vụ là cảnh Mason cố cứu một đồng đội đang bị thiêu trong một chiếc xe bọc thép bị bắn cháy, nhưng vô ích. Jonas Savimbi tới và xốc lại tinh thần cho Mason. Sau khi đẩy lui được quân địch, Savimbi cho Mason và Hudson biết Woods đang bị giam trên một chiếc xà lan chở hàng trên sông Okavango. Quay lại "the Vault", Woods kể rằng sau khi ông lao mình vào Lev Kravchenko vừa rút dây chùm lựu đạn, hắn tỉnh lại trước và tống ông vào Hỏa Lò. Sáu tháng sau, ông được chuyển sang Đà Nẵng và ở đó cho đến năm 1972 thì vượt ngục thành công, nhưng không nói rõ tại sao ông bị bắt ở Angola.
Quay lại câu chuyện của Alex. Sau khi cứu được Woods, Mason tìm đến tháp liên lạc để gọi Savimbi. Tại đây anh lần đầu chạm trán Raul Menendez, hiện đang liên lạc cho các cố vấn quân sự Nga và Cuba. Bị chĩa súng vào đầu, Menendez đáp trả bằng cách phá hỏng đài. Nhân lúc một nhóm quân Cuba vào phòng và tình cờ thấy sự việc, hắn rút chốt lựu đạn để buộc anh thả hắn. Nhưng trước khi hắn kịp đâm anh, Mason bắn chột mắt phải hắn và chạy thoát khi lựu đạn nổ. Hết cách, Mason và Hudson phải vừa dìu Woods rút lui vừa cản địch truy đuổi. Sau cùng, bộ ba được Savimbi giải cứu. Sau đó, Mason, Woods và Hudson bắt đầu theo dõi Menendez, một tay buôn vũ khí cho các cuộc xung đột ở Cuba, Angola và Afghanistan. CIA sau đó đã cử ba người và đặc vụ Trung Quốc Tian Zhao giúp Mujahideen chống lại quân Liên Xô đang tấn công Afghanistan, nhằm đổi lấy thông tin về Menendez. Họ tình cờ phát hiện chỉ huy quân Liên Xô chính là Kravchenko và thẩm vấn hắn. Mệnh lệnh giết hắn của Viktor Reznov kích hoạt lại trong đầu Mason, và rồi hắn sẽ bị giết bởi Mason hoặc Woods. Nhưng Mujahideen trước đó đã câu kết với Menendez, sau đó phản bội Mason, Woods, Hudson và Zhao.
Trong khi tra hỏi Kravchenko, người chơi có thể để Mason bắn Kravchenko, hoặc ngăn không cho Mason giết Kravchenko, cho phép hắn khai ra chuyện Menendez có gián điệp trong CIA rồi bị Woods giết sau đó.
Sau khi siết cổ họ bất tỉnh, Mujahideen đã quăng họ ra một nơi nào đó trên sa mạc, để mặc họ chết cho đến khi họ được hai dân thường không xác định danh tính giải cứu. Mason thấy một người trong số đó trông như Reznov.
Nguồn gốc của lòng căm thù, và mong muốn chống Mỹ của Menendez cuối cùng cũng được tiết lộ vào thời điểm này. Em gái Josefina của hắn đã bị bỏng nặng trong một vụ hỏa hoạn do một doanh nhân người Mỹ chủ mưu nhằm trục lợi bảo hiểm. CIA đã ám sát cha của Menendez sau khi ông này nổi lên thành trùm ma túy hàng đầu ở Managua. Về sau, khi bắt được Woods, Menendez đã tra tấn đội của anh đến chết hòng moi tin, nhưng không được gì nên đành bỏ anh vào côngtennơ đầy xác đồng đội.
Nhận được séc 1 triệu đôla từ CIA, Tổng thống độc tài Manuel Noriega dẫn Mason, Woods và Woods cùng quân đội Panama đột kích vào khu nhà của Menendez ở Nicaragua. Cùng lúc đó, trong khi Menendez đang chăm sóc Josefina, bỗng nhiên quân của Noriega đột kích, và sỉ nhục Josefina, làm hắn trong lúc tức giận đã giết tên sĩ quan. Hắn sau cùng bị gây mê và bị áp giải đến chỗ Noriega. Khi Menendez tỉnh dậy, nhân lúc CIA đi khỏi, Noriega giết người của chính mình rồi tháo còng cho anh. Menendez đánh ngất Noriega rồi cố gắng chạy về nhà của mình để cứu Josefina. Trên đường đi, hắn bị nhìn thấy từ xa bởi Mason, Woods và Hudson. Nhờ thế bộ ba mới biết Noriega đã phản bội họ.
Cùng lúc Menendez tới nơi, hắn bị chặn lại bởi Hudson. Trong cơn tức giận vì Menendez đã tra tấn anh, Woods cố bắn hắn nhưng bị Mason cản. Woods cụng đầu Mason rồi ném lựu đạn. Cả Mason lẫn Menendez không cản được quả lựu đạn nảy vào trong phòng của Josefina, vô tình giết chết cô, nhưng CIA khi ấy tưởng Menendez cũng đã bỏ mạng.
Sau khi âm mưu với Noriega để làm giả cái chết của mình, Menendez lại trốn được khỏi Mason và Woods một lần nữa trong cuộc xâm lược Panama của người Mỹ. Nhờ Noriega và các đặc vụ ngầm trong CIA, Menendez bắt cóc Hudson và hai cha con Mason, và bắt Hudson phải lừa Woods bắn Mason trước khi hắn bắn vỡ 2 đầu gối Woods. Sau khi tiết lộ động cơ là để trả thù cho cái chết của em gái mình, hắn quyết định giết thêm một người. Hudson tự nhận cái chết và bị Menendez bắn vỡ 2 đầu gối rồi bị cắt cổ bằng mặt dây chuyền của Josefina. Sau đó Menendez hứa sẽ trở lại với mặt dây chuyền để hoàn thành cuộc trả thù của mình. Sau vụ việc đó, Woods nhận nuôi David và che giấu sự thật cho đến ngày Menendez tái xuất.
Trong trường đoạn khi người chơi điều khiển Woods, nếu Kravchenko bị Woods giết, Woods sẽ nhớ lại lời cuối cùng của hắn. Và tùy vào lựa chọn của người chơi mà 1 trong 2 cái kết sau sẽ xảy ra ở cuối cốt truyện:
1. Bắn vào đầu Mason, giết chết anh ấy. Sau này Section sẽ cùng Woods viếng mộ cha và cho biết quyết định giải ngũ của mình. Woods cho rằng Mason cũng sẽ đồng tình. Cái chết của Mason tạo tiền đề cho Black Ops 6
2. Bắn vào bất cứ chỗ nào trên người Mason, trừ đầu, đến khi anh ấy không cử động nữa. Trong một lần thăm Woods sau này, Section sẽ bất ngờ gặp lại cha mình đã đến đó trước.

Năm 2025, Menendez tái xuất với tư cách là nhà lãnh đạo ẩn danh của Cordis Die, một phong trào dân túy chủ chiến được hơn 2 tỷ người ủng hộ. Dẫu vậy, hắn bị chính phủ Mỹ coi là tên khủng bố nguy hiểm nhất thế giới kể từ Osama bin Laden. Tổ chức của ông ta tiến hành tấn công mạng vào các sàn giao dịch chứng khoán Trung Quốc rồi đổ tội cho Nhà Trắng, buộc chính phủ Trung Quốc phải tận dụng ảnh hưởng kinh tế (Trung Quốc là đất nước chiếm phần lớn trữ lượng và sản lượng đất hiếm trên thế giới) để châm ngòi cho Chiến tranh Lạnh thứ hai giữa NATO và Liên minh Phòng thủ Chiến lược (SDC) do tướng Zhao đứng đầu. Section, hiện là Đại úy thuộc SEAL, dẫn đầu nỗ lực của Bộ Chỉ huy Tác chiến Đặc biệt Liên hợp của Mỹ (JSOC) để truy tìm Menendez. Họ biết rằng Menendez đang lên kế hoạch cho một cuộc tấn công mạng thứ hai vào ngày 19 tháng 6, cùng ngày em gái hắn bị bỏng nặng, với hậu quả toàn cầu, nhờ một siêu máy tính Celerium do lập trình viên Chloe "Karma" Lynch thiết kế. Section và hai lính SEAL khác, Harper và Salazar, hoặc giải cứu Chloe bằng cách giết chết chỉ huy thứ hai của Menendez, DeFalco, hoặc để hắn trốn thoát. Nhiệm vụ "Lực lượng tấn công" "Second Chance" sẽ được mở khóa và phải được hoàn thành để giải cứu Chloe nếu điều sau xảy ra, nhưng DeFalco vẫn sẽ sống.
JSOC cuối cùng cũng bắt được Menendez ở Yemen với sự hỗ trợ của điệp viên CIA nằm vùng, Farid. Tuy nhiên, trước khi bị bắt, Menendez ra lệnh cho Farid giết Harper bị bắt. Farid sẽ bị Menendez xử tử nếu từ chối, nhưng đồng thời Harper sẽ được tha mạng. Lực lượng Mỹ đưa Menendez lên tàu sân bay U.S.S. Barack Obama, do Đô đốc Briggs chỉ huy; tuy nhiên, Menendez đã trốn thoát với sự hỗ trợ của một gián điệp bên trong JSOC: Salazar. Sự phản bội của Salazar diễn ra như thế nào là yếu tố quyết định số phận của Chloe (nếu có mặt) và DeFalco (nếu còn sống). Nếu Farid còn sống tới lúc này thì anh sẽ cứu được Chloe và giết được DeFalco, nhưng đồng thời bị Salazar hoặc DeFalco giết, và Harper còn sống thì Chloe  sẽ bị Salazar bắn chết. Menendez bắn chết hoặc bị thương Briggs (nếu người chơi chọn không làm gì thì Briggs sẽ bị Salazar đánh ngất) rồi đột nhập vào vệ tinh quân sự của Hoa Kỳ bằng sâu Celerium để chiếm quyền kiểm soát toàn bộ phi đội máy bay không người lái của họ. Sau đó, Salazar sẽ đầu hàng và chỉ bị bắt sống, hoặc bị Harper (nếu còn sống) giết chết. Tàu Obama sẽ được cứu bởi không quân Trung Quốc hoặc bị phá hủy (kéo theo cái chết của những người còn trên tàu) dựa trên việc liệu các nhiệm vụ của Lực lượng tấn công đã hoàn thành hay chưa và liệu Briggs có còn sống để kích hoạt hệ thống phòng thủ của con tàu hay không.
Bất chấp điều đó, Menendez sử dụng máy bay không người lái để tấn công Los Angeles trong cuộc họp của các nhà lãnh đạo G20, với hy vọng giết họ và gây ra hỗn loạn dân sự và kinh tế lan rộng. Với việc các máy bay không người lái cũng nhắm mục tiêu vào một số thành phố chiến lược khác trên khắp Hoa Kỳ và Trung Quốc, Section hộ tống Tổng thống Mỹ đến nơi an toàn trong một chiếc Cougar HE. JSOC về sau tìm được nguồn phát ở Haiti. Nhưng khi tới nơi, Section thấy Menendez phát sóng trực tiếp và tự hủy toàn bộ máy bay không người lái, giải thích rằng nước Mỹ giờ sẽ không thể ngăn Cordis Die nổi dậy. Sau cùng, Menendez định chạy trốn bằng cách cải trang thành lính Mỹ, nhưng bị Section đuổi kịp rồi bị hành quyết hoặc bị bắt lại. Có hai lựa chọn:
a. Nếu Menendez bị giết, những người ủng hộ hắn, bị kích động bởi video được tải lên tự động của hắn, sẽ gây bạo loạn ở khắp nước Mỹ, trong đó có việc phóng hỏa Nhà Trắng. Đây là cái kết dẫn tới cốt truyện của Call of Duty: Black Ops III.
b. Nếu Menendez bị bắt, số phận của Chloe sẽ dẫn dến một trong hai cái kết sau:
- Chloe còn sống: Cô phát hiện và ngăn chặn được kế hoạch vượt ngục của Menendez sử dụng sâu Celerium để ngắt điện nhà tù. Về sau, cô xuất hiện trên một chương trình truyền hình và giễu cợt hắn. Menendez thấy thế bực tức đập đầu liên tiếp vào màn hình tivi rồi cười nhạt.
- Chloe đã chết/bị giam: Menendez vượt ngục thành công. Hắn tìm đến The Vault, giết Woods như đã giết Hudson. Sau đó hắn đến mộ em gái mình, đào thi thể cô lên rồi tự thiêu. Ngoài ra sẽ không có cảnh Section gặp lại cha mình còn sống hay viếng mộ ông ấy.

Ngoài ra,nếu tất cả các nhiệm vụ Strike Force thành công, Trung Quốc và Mỹ sẽ liên minh, chấm dứt Chiến tranh Lạnh lần thứ hai. Đây cũng được coi là cái kết dẫn tới Black Ops III.

## Quá trình phát triển
Quá trình phát triển cho trò chơi bắt đầu ngay sau khi phát hành Black Ops, với việc Activision hứa hẹn rằng "phần tiếp theo sẽ mang lại "sự đổi mới có ý nghĩa" cho nhượng quyền thương mại Call of Duty".
Black Ops II là trò chơi đầu tiên trong sê-ri có công nghệ chiến tranh tương lai và là trò chơi đầu tiên trình bày cốt truyện phân nhánh do người chơi lựa chọn cũng như chọn vũ khí trước khi bắt đầu nhiệm vụ trong chế độ câu chuyện. Nó cũng cung cấp một tùy chọn hiển thị 3D.
Trò chơi chính thức được tiết lộ vào ngày 1 tháng 5 năm 2012, sau một loạt thông tin rò rỉ được phát hành trong nhiều tháng trước đó.

## Tiếp nhận

### Đánh giá chung
Call of Duty: Black Ops II đã nhận được đánh giá trung bình "tích cực" cho các phiên bản trên hệ PlayStation 3, Xbox 360 và Wii U, nhưng lại nhận được đánh giá "trung bình" cho phiên bản PC, theo trang tổng hợp đánh giá Metacritic. IGN biên tập viên Anthony Gallegos mô tả trò chơi là "một ví dụ điển hình về cách phát triển game về mặt thương mại hàng năm." Gallegos ca ngợi trò chơi vì đã kể một câu chuyện thực sự thú vị khi tạo ra một nhân vật phản diện mà anh cảm thông đến mức tự hỏi hành động của chính mình trong suốt thời gian chơi. Gallegos dành những lời chỉ trích vào hệ thống AI của đồng đội trong chế độ Strike Force và vào cuối phần chơi chiến dịch, điều mà anh cảm thấy thất vọng mặc dù anh nhận thức được rằng kết quả bị ảnh hưởng trực tiếp bởi những lựa chọn mà anh đưa ra.
Marty Sliva của trang 1UP đã chấm trò chơi điểm B+, đồng thời ca ngợi sự tự do lựa chọn trong các chế độ chơi và sự đa dạng của lối chơi: "Tôi rất ngạc nhiên với những rủi ro mà Treyarch đã thực hiện với danh nghĩa mang lại trải nghiệm độc đáo và sáng tạo. Không phải tất cả chúng đều được đền đáp, nhưng ta biết rằng studio đã sẵn sàng tránh xa những phương án an toàn, trì trệ, và sự đổi mới này có thể đã bắt đầu len lỏi vào loạt game."
Dan Ryckert của trang Game Informer cũng chỉ trích AI của chế độ Strike Force và không mấy ấn tượng với hệ thống "Pick Ten" được đưa vào chế độ nhiều người chơi (multiplayer), rằng nó "thú vị, nhưng cũng chẳng thú vị là bao" so với hệ thống được sử dụng trong các tựa Call of Duty trước đây . Giống như Gallegos, Ryckert ca ngợi cốt truyện và phần chơi đơn, về những thay đổi mà anh cảm thấy đã lỗi thời và nói rằng kiểu cốt truyện phân nhánh đã làm anh "nói chuyện với những người khác về trải nghiệm của họ theo cách mà anh chưa từng làm trước đây với loạt [Call of Duty] này".

## Những thông tin bên lề
Tháng 7 năm 2014, cựu độc tài quân sự Panama Manuel Noriega kiện Activision vì sử dụng trái phép hình ảnh của ông ta trong tựa game này. Trong đơn kiện, Noriega yêu cầu bồi thường bởi việc mô tả sai ông ta là "kẻ bắt cóc, sát nhân và kẻ thù của quốc gia" cho rằng mình đã góp công tạo nên doanh thu lớn của của Black Ops II. Ngày 28 tháng 10, tòa án Los Angeles đã bác đơn kiện với giải thích rằng sự xuất hiện của Noriega trong game này chỉ là tự do ngôn luận.
Call of Duty: Black Ops II bị cấm lưu hành tại Pakistan do có chi tiết mô tả rằng Cơ quan Tình báo Liên ngành (ISI) giúp đỡ tổ chức khủng bố Cordis Die, điều mà chính phủ Pakistan cho rằng Mỹ đã đưa vào trò chơi để tuyên truyền sai lệch về Pakistan.